# Třída LCU Mk III
Třída LCU Mk III byly vyloďovací čluny indického námořnictva. Mezi jejich úkoly patří provádění vyloďovacích operací a humanitární mise. Všechny již byly ze služby vyřazeny.

## Stavba
Celkem byly objednány a postaveny čtyři jednotky této třídy. Stavbu provedla indická loděnice Goa Shipyard Limited (GSL). Do služby byly zařazeny v letech 1986–1987.
Jednotky třídy LCU Mk III:
| Jméno | Vstup do služby   | Status                  |
| ----- | ----------------- | ----------------------- |
| L-36  | 18. července 1986 | vyřazen 9. února 2018   |
| L-37  | 18. října 1986    | vyřazen 9. února 2018   |
| L-38  | 10. prosince 1986 | vyřazen 30. března 2019 |
| L-39  | 25. března 1987   | vyřazen 30. března 2019 |

## Konstrukce
Posádku tvoří 207 osob. Plavidla mohou přepravovat až 120 vojáků a další náklad o hmotnosti až 250 tun (tanky, obrněné transportéry aj.). Výzbroj tvořily dva 40mm kanóny Bofors na plošině mezi komínem a zádi, plavidla může také volitelně instalovat námořních min. Pohonný systém tvoří tři diesely Kirloskar-MAN V8V 17.5/22 AMAL, každý o výkonu 419 kW, pohánějící tři lodní šrouby. Nejvyšší rychlost dosahuje 11.5 uzlů. Dosah je 1000 námořních mil při rychlosti 8 uzlů.